# Celestino da Verona
Celestino da Verona, all’anagrafe Giovanni Antonio Arrigoni (Verona, ... – Roma, 16 settembre 1599), è stato un francescano italiano.
Tra gli accusatori di Giordano Bruno, fu anch'egli bruciato sul rogo dall'Inquisizione, cinque mesi prima del filosofo nolano e nella stessa piazza romana di Campo de' Fiori.

## Biografia
Giovanni Antonio Arrigoni nacque a Verona, in data sconosciuta, da un certo Lattanzio Arrigoni ed entrò nell'Ordine francescano, divenendo suddiacono con il nome di fra Celestino da Verona. Non ha fondamento la notizia secondo la quale egli sarebbe stato una persona che si fingeva religiosa travestendosi da frate.
A Roma, il 17 febbraio 1587 fu costretto ad abiurare opinioni eretiche delle quali non si conosce l'esatta natura. Anni dopo fu ancora arrestato nel Veneto - a Verona o a Venezia - ancora con l'accusa di eresia: per un anno, a partire dal settembre 1592, si trovò nella prigione veneziana di San Domenico di Castello nella stessa cella con Giordano Bruno. Gli incartamenti del suo processo furono trasmessι, come d'abitudine, al Sant'Uffizio: egli dovette essere assolto, dal momento che la Congregazione romana prese soltanto la decisione di confinarlo nel convento francescano di San Severino, nelle Marche.
Di qui, probabilmente nell'autunno del 1593, egli inviò all'Inquisizione di Venezia una relazione in cui accusava il filosofo di una serie di opinioni eretiche, citando a conferma la testimonianza di altri tre detenuti nel carcere veneziano, il frate Giulio da Salò, un Francesco Vaia e un Matteo de Silvestris, che con lui avrebbero ascoltato le compromettenti confidenze di Giordano Bruno.
Dal Sommario del processo di Bruno - gli atti originali sono andati perduti - è stato possibile ricostruire le accuse rivolte da fra Celestino:
- «Che Cristo peccò mortalmente quando fece l'orazione nell'orto recusando la volontà del Padre mentre disse: Pater, si possibile est, transeat a me calix iste.
- Che Cristo non fu posto in croce, ma fu impiccato sopra dui legni a modo d'una crozzola, che allora si usava, e chiamavasi forca.
- Che Cristo è un cane becco fottuto can: diceva che chi governava questo mondo era un traditore, perché non lo sapeva governar bene, ed alzando la mano faceva le fiche al cielo.
- Non ci è Inferno, e nissuno è dannato di pena eterna, ma che con tempo ognuno si salva, allegando il Profeta: Nunquid in aeternum Deus irascetur?
- Che si trovano più mondi, che tutte le stelle sono mondi, ed il credere che sia solo questo mondo è grandissima ignoranza.
- Che, morti i corpi, l'anime vanno trasmigrando d'un mondo nell'altro, dei più mondi, e d'un corpo nell'altro.
- Che Mosè fu mago astutissimo e, per essere nell'arte magica peritissimo, facilmente vinse i maghi di Faraone; e ch'egli finse aver parlato con Dio nel monte Sinai, e che la legge da lui data al popolo Ebreo era da esso immaginata e finta.
- Che tutti i Profeti sono stati uomini astuti, finti e bugiardi, e che perciò hanno fatto mal fine, cioè sono stati per giustizia condannati a vituperata morte, come hanno meritato.
- Che il raccomandarsi ai Santi è cosa redicolosa e da non farsi.
- Che Caino fu uomo da bene, e che meritamente uccise Abele suo fratello, perché era un tristo e carnefice d'animali.
- Che, se sarà forzato tornar frate di S. Domenico, vuol mandar in aria il monasterio dove si troverà e, ciò fatto, subito vuol tornare in Alemagna o in Inghilterra tra eretici per più comodamente vivere a suo modo ed ivi piantare le sue nuove ed infinite eresie. Delle quali eresie intendo produrre per testimoni Francesco Ieroniminiani, Silvio canonico di Chiozza, e fra Serafino dell'Acqua Sparta.
- Quel c'ha fatto il breviario, ovvero ordinato, è un brutto cane, becco fottuto, svergognato, e ch'il breviario è come un leuto scordato, e ch'in esso molte cose profane e fuori di proposito si contengono, e che però non è degno d'esser letto da uomini da bene, ma dovrebbe essere abbrugiato.
- Che quello che crede la Chiesa, niente si può provare».

La gran parte di queste accuse non era stata contestata in precedenza a Bruno, che fin dal febbraio del 1593 era stato estradato a Roma, e il cui processo sembrava fino a questo momento avviato a una conclusione relativamente favorevole, dal momento che uno solo, il nobile veneziano Giovanni Mocenigo, era il testimone d'accusa e avendo il filosofo dichiarato di essere disposto a ritrattare alcune proposizioni eretiche. La relazione di Celestino - il quale evidentemente non era a conoscenza del trasferimento del processo da Venezia a Roma - aggravò notevolmente la posizione di Bruno perché, oltre al nuovo carico di accuse, mise anche in dubbio la sincerità del pentimento che egli aveva manifestata fino ad allora. L'inquisitore veneziano interrogò i testi indicati da fra Celestino e spedì la denuncia e i verbali degli interrogatori alla Congregazione romana.
Di Celestino non si hanno più notizie fino al 6 maggio 1599, quando egli da San Severino chiese alla Congregazione del Sant'Uffizio di essere ascoltato su non precisate materie di fede. Fu pertanto invitato il 3 giugno a presentarsi a Roma. Nel frattempo, il 20 giugno il cappuccino scrisse all'Inquisizione veneziana una lettera anonima il cui contenuto non è conosciuto, ma che doveva contenere affermazioni particolarmente gravi se essa, trasmessa a Roma, l'8 luglio fu soggetta a perizia dalla quale si scoprì che fra Celestino stesso ne era l'autore. Il fatto che gli inquisitori siano rapidamente risaliti a lui fa ritenere che nella lettera il frate si sia autodenunciato di gravi deviazioni dottrinali.
Sia che si fosse spontaneamente presentato al tribunale dell'Inquisizione, sia che vi fosse condotto a forza, Celestino fu interrogato il 9 e l'11 luglio e il 15 luglio i verbali degli interrogatori furono comunicati ai cardinali membri della Congregazione del Sant'Uffizio. Lo stesso papa Clemente VIII impose loro il più stretto riserbo sulla questione e il 15 agosto ordinò di concludere il rapido processo. La sentenza era già scritta il 17 agosto e il 19 fu richiesta a Celestino la presentazione della sua difesa. Il 19 Celestino presentò - così come prescriveva il formulario inquisitoriale - le proprie difese, che però non servirono a nulla (e non potevano servire a nulla) essendo egli "caduto" nell'eresia ormai due volte. Il 24 agosto, nel segreto di un'aula della Congregazione, fra Celestino veniva condannato al rogo in quanto eretico «relapso, impenitente e ostinato».
Nei giorni che precedettero l'esecuzione, egli non venne incarcerato nella prigione di Tor di Nona ma, con una procedura appositamente deliberata il 2 settembre, venne ancora custodito nel palazzo dell'Inquisizione dove invano alcuni teologi, ai quali fu ancora imposto di conservare il silenzio su quanto il condannato avesse confidato, cercarono di farlo abiurare. Il 16 settembre, in piena notte, in modo da evitare gli abituali concorsi di folla, Celestino fu arso in Campo de' Fiori. Il giorno dopo, l'ambasciatore toscano Francesco Maria Vialardi scrisse al granduca Ferdinando di «quell'huomo sceleratissimo, che ostinava che Cristo Nostro Signore non ha redento il genere umano».